# Ulančavanje unazad
Ulančavanje unazad (ili rezonovanje unazad) je metoda zaključivanja koja se kolokvijalno opisuje kao rad unazad od cilja. Koristi se u automatizovanim dokazivačima teorema, mašinama za zaključivanje, pomoćnicima za dokaze i drugim aplikacijama veštačke inteligencije.
U teoriji igara, istraživači je primenjuju na (jednostavnije) podigre da bi pronašli rešenje za igru, u procesu koji se naziva indukcija unazad. U šahu se to naziva retrogradna analiza i koristi se za generisanje baza tabela za šahovske krajnje igre za kompjuterski šah.
Ulančavanje unazad je implementiran u logičkom programiranju pomoću SLD rezolucije. Oba pravila su zasnovana na pravilu zaključivanja modus ponens. To je jedna od dve najčešće korišćene metode zaključivanja sa pravilima zaključivanja i logičkim implikacijama – druga je ulančavanje unapred. Sistemi ulančavanja unazad obično koriste strategiju pretrage u dubinu, npr. Prolog.

## Literatura
- Russell, Stuart; Norvig, Peter (2009). Artificial Intelligence: A Modern Approach. Prentice Hall. ISBN 978-0-13-604259-4.

## Spoljašnje veze
- Backward chaining example